# Mai Nakagawa
Mai Nakagawa (jap. 中川 真依, Nakagawa Mai; * 7. April 1987 in Komatsu) ist eine japanische Wasserspringerin. Sie startet im 10-m-Turmspringen sowie im 3-m- und 10-m-Synchronspringen.
Ihre erste internationale Meisterschaft bestritt Nakagawa bei der Weltmeisterschaft 2005 in Montreal, wo sie mit Misako Yamashita im Finale des 10-m-Synchronspringens Neunte wurde. Im folgenden Jahr gewann das Duo in Doha bei den Asienspielen die Silbermedaille. Nakagawa startete bei der Weltmeisterschaft in Melbourne erstmals auch im Einzelwettbewerb vom Turm und erreichte auf Anhieb das Halbfinale, mit Yamashita wurde sie im Synchronfinale vom Turm Achte. Nakagawa qualifizierte sich für die Olympischen Spiele 2008 in Peking. Im Einzelspringen vom Turm erreichte sie das Finale und wurde Elfte. Im folgenden Jahr startete sie mit Sayaka Shibusawa erstmals auch im 3-m-Synchronspringen, das Duo wurde bei der Weltmeisterschaft in Rom Achter und konnte wiederum ein Jahr später bei den Asienspielen 2010 in Guangzhou die Bronzemedaille gewinnen. Weniger erfolgreich lief für Nakagawa die Weltmeisterschaft 2011 in Shanghai. Mit Shibusawa schied sie im Vorkampf aus, im Einzel vom Turm belegte sie im Halbfinale Rang 18.
Nakagawa studiert an der Universität Kanazawa Gakuin Daigaku und startet für das dazugehörige Sportteam.